# Холоденко, Александр Васильевич
Алекса́ндр Васи́льевич Холоде́нко (укр. Олександр Васильович Холоденко; 26 августа 1980) — российский и украинский футболист, полузащитник.

## Карьера
В 2001 году провёл 12 матчей за «Краснознаменск». Затем в том же году перешёл в «Кубань», где затем выступал до конца сезона 2002 года, сыграв за это время 3 встречи.
В 2003 году был в составе любительской команды «Реал» (Одесса) в турнире ААФУ. Сезон 2004 года провёл в казахстанском клубе «Алма-Ата», в составе которого сыграл 13 матчей в Высшей лиге Казахстана, в межсезонье был выставлен на трансфер.
С 2005 по 2006 год выступал за любительскую команду «Иван» из Одессы, провёл 17 встреч и забил 4 гола в чемпионате ААФУ, и ещё сыграл 4 матча и забил 1 гол в Кубке ААФУ.